# Kopytów (gromada)
Komarno – dawna gromada, czyli najmniejsza jednostka podziału terytorialnego Polskiej Rzeczypospolitej Ludowej w latach 1954–1972.
Gromady, z gromadzkimi radami narodowymi (GRN) jako organami władzy najniższego stopnia na wsi, funkcjonowały od reformy reorganizującej administrację wiejską przeprowadzonej jesienią 1954 do momentu ich zniesienia z dniem 1 stycznia 1973, tym samym wypierając organizację gminną w latach 1954–1972.
Gromadę Komarno z siedzibą GRN w Kopytowie utworzono – jako jedną z 8759 gromad na obszarze Polski – w powiecie bialskim w woj. lubelskim na mocy uchwały nr 5 WRN w Lublinie z dnia 5 października 1954. W skład jednostki weszły obszary dotychczasowych gromad Kopytów wieś, Kopytów kol., Kożanówka, Kąty i Zahacie ze zniesionej gminy Kodeń w tymże powiecie. Dla gromady ustalono 11 członków gromadzkiej rady narodowej.
29 lutego 1956 z gromady Kopytów wyłączono część kolonii Zahacie o obszarze 104.62 ha, włączając ją do gromady Kodeń w tymże powiecie.
1 stycznia 1960 gromadę zniesiono, włączając jej obszar do gromad Kodeń (wieś i kolonię Kopytów, wieś i kolonię Kąty oraz kolonię Zahacie) i Dobratycze (wieś Kożanówka) w tymże powiecie.